# Svenska Linuxföreningen
Svenska Linuxföreningen är en förening för alla svenskar intresserade av att stödja och främja användningen av Linux och annan öppen och fri programvara.
Det hela började 1999 som en idé av några unga killar. Tanken var nåt slags användargrupp för hela Sverige, med tonvikt på att hjälpa folk att komma igång och föra samman folk för att kunna lära sig mer. Sprida kunskap om Linux var det viktiga. Föreningen hade sitt första årsmöte 2001 och har sedan dess växt till över 4 000 medlemmar.
Föreningen har egen irc-server, ftp-server och e-postlistor. Föreningen anordnar seminarier, träffar med mera över hela landet.  Föreningen är officiell remissinstans inom upphovsrätt och patent. Föreningen har sett till och anordna Software Freedom Day runt om i landet.

## Medlemskap
Medlem i föreningen får förutom medlemskap:
- e-postalias
- egen hemsida
- ett nyhetsbrev som utkommer 4-5 gånger per år

## Styrelse 2013
- Anders S Lindbäck ordförande
- Jens Odsvall vice ordförande
- Henrik Nordström sekreterare/kassör